# Безстрашен
„Безстрашен“ (на английски: Fearless) е американска драма от 1993 г. на режисьора Питър Уиър, сценарият е на Рафайел Иглесиас, който е адаптация на едноименния роман, и участват Джеф Бриджис, Изабела Роселини, Роузи Перез, Том Хълс и Джон Туртуро.